# کارلا لملی
کارلا لِـملِـی (انگلیسی: Rebekah Isabelle "Carla" Laemmle; زاده ۲۰ اکتبر ۱۹۰۹ – درگذشته ۱۲ ژوئن ۲۰۱۴) یک هنرپیشه اهل ایالات متحده آمریکا بود.

## فیلم‌شناسی
از فیلم‌ها یا برنامه‌های تلویزیونی که وی در آن نقش داشته‌است می‌توان به شبح اپرا و دراکولا اشاره کرد.